# Aeroportul Regional Owen Sound Billy Bishop
Aeroportul Regional Owen Sound Billy Bishop (IATA: YOS, ICAO: CYOS) este un aeroport din Ontario, Canada. Aeroportul a fost tranzitat în 2013 de 0 pasageri.
Situat la o altitudine de 307 m, aeroportul dispune de 1 pistă.

## Infrastructură

### Piste
Aeroportul dispune de o singură pistă. Pista are orientarea 18/36. 